# Phobetes striatus
Phobetes striatus är en stekelart som först beskrevs av Davis 1897.  Phobetes striatus ingår i släktet Phobetes och familjen brokparasitsteklar. Inga underarter finns listade i Catalogue of Life.